# سو همیلتون (مدل و بازیگر)
سو همیلتون (انگلیسی: Sue Hamilton؛ ۱۴ نوامبر ۱۹۴۵ – ۲ سپتامبر ۱۹۶۹) یک هنرپیشه اهل ایالات متحده آمریکا بود.